# Schloss Peilstein

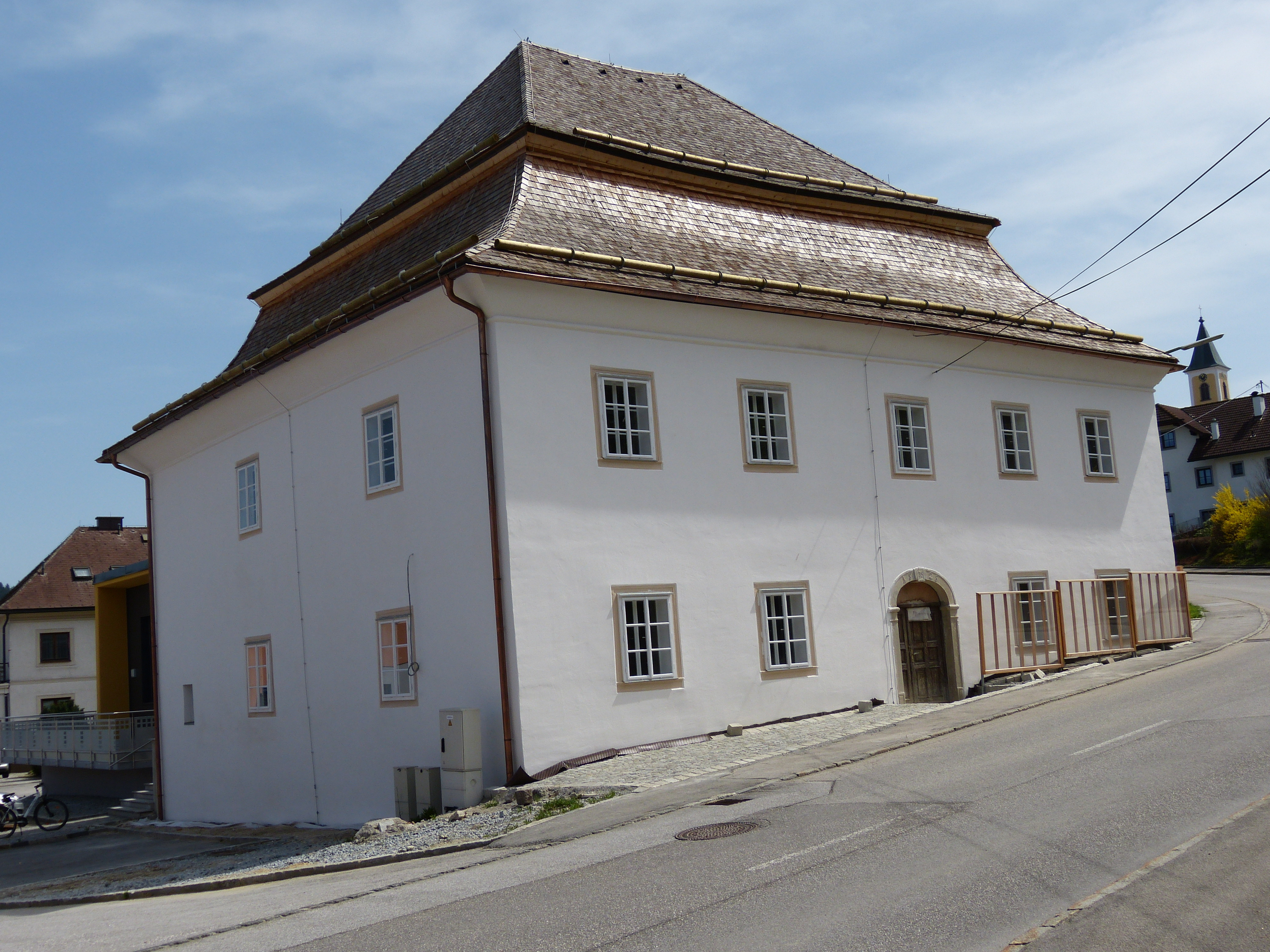
Schloss Peilstein

Das Schloss Peilstein steht in der Stifterstraße Nr. 12 am nördlichen Ortsrand in der Marktgemeinde Peilstein im Mühlviertel im Bezirk Rohrbach von Oberösterreich. Das sogenannte Schloss steht unter Denkmalschutz (Listeneintrag).

## Geschichte
Der Schlossbau wurde 1754 als neues Amtsrichterhaus errichtet jedoch als solches nie genutzt. Die Nutzung als Pflegschaftsgebäude dauerte bis 1848, das Gebäude wurde danach an einen Landwirt verkauft. Im ersten Drittel des 19. Jahrhunderts erfolgte ein umfassender Umbau.

## Architektur
Das zweigeschoßige Gebäude unter einem abgestuften Walmdach zeigt an der Hauptfront ein Korbbogenportal mit einem Granitgewände und 1828.

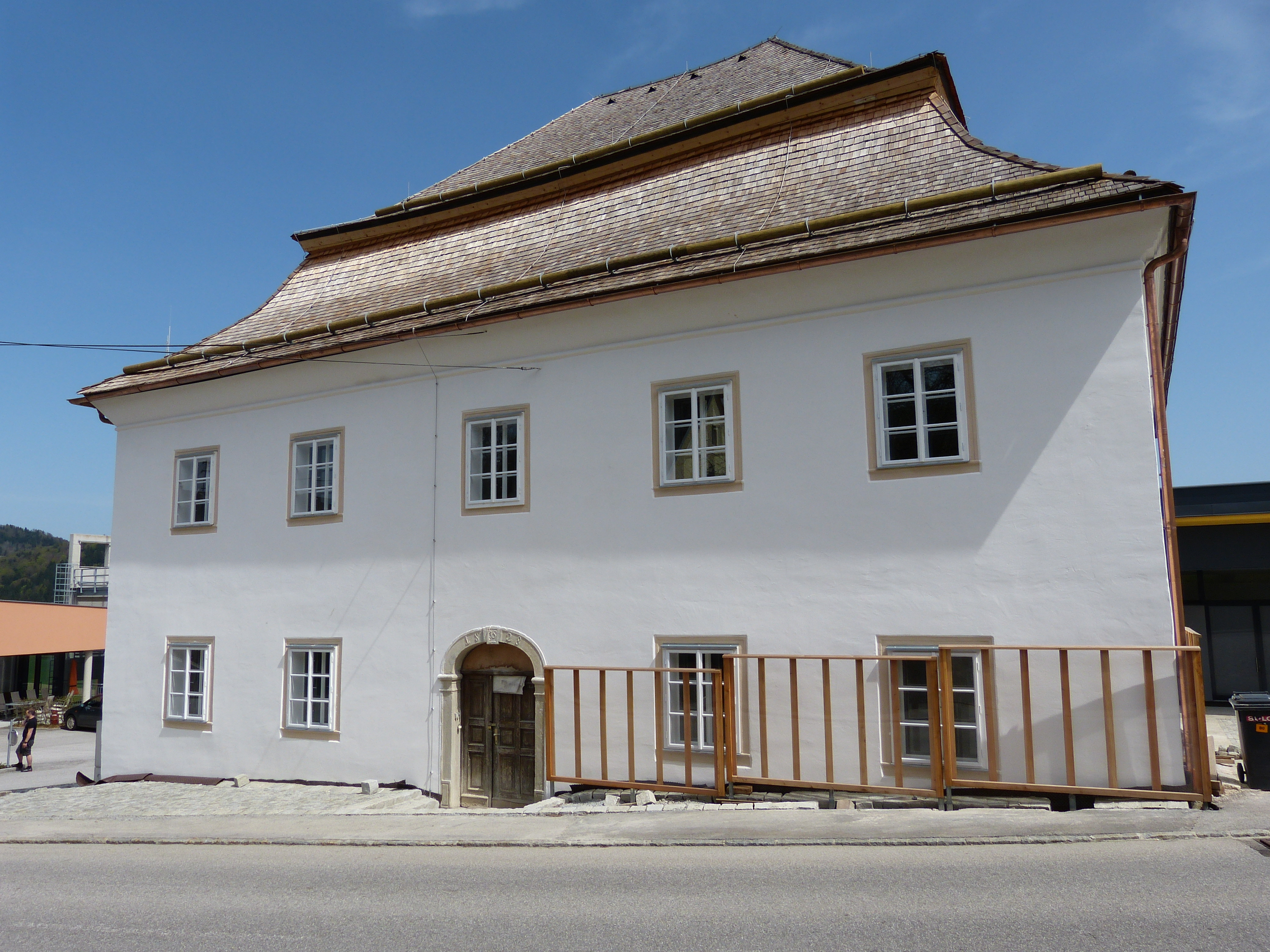
Schloss Peilstein
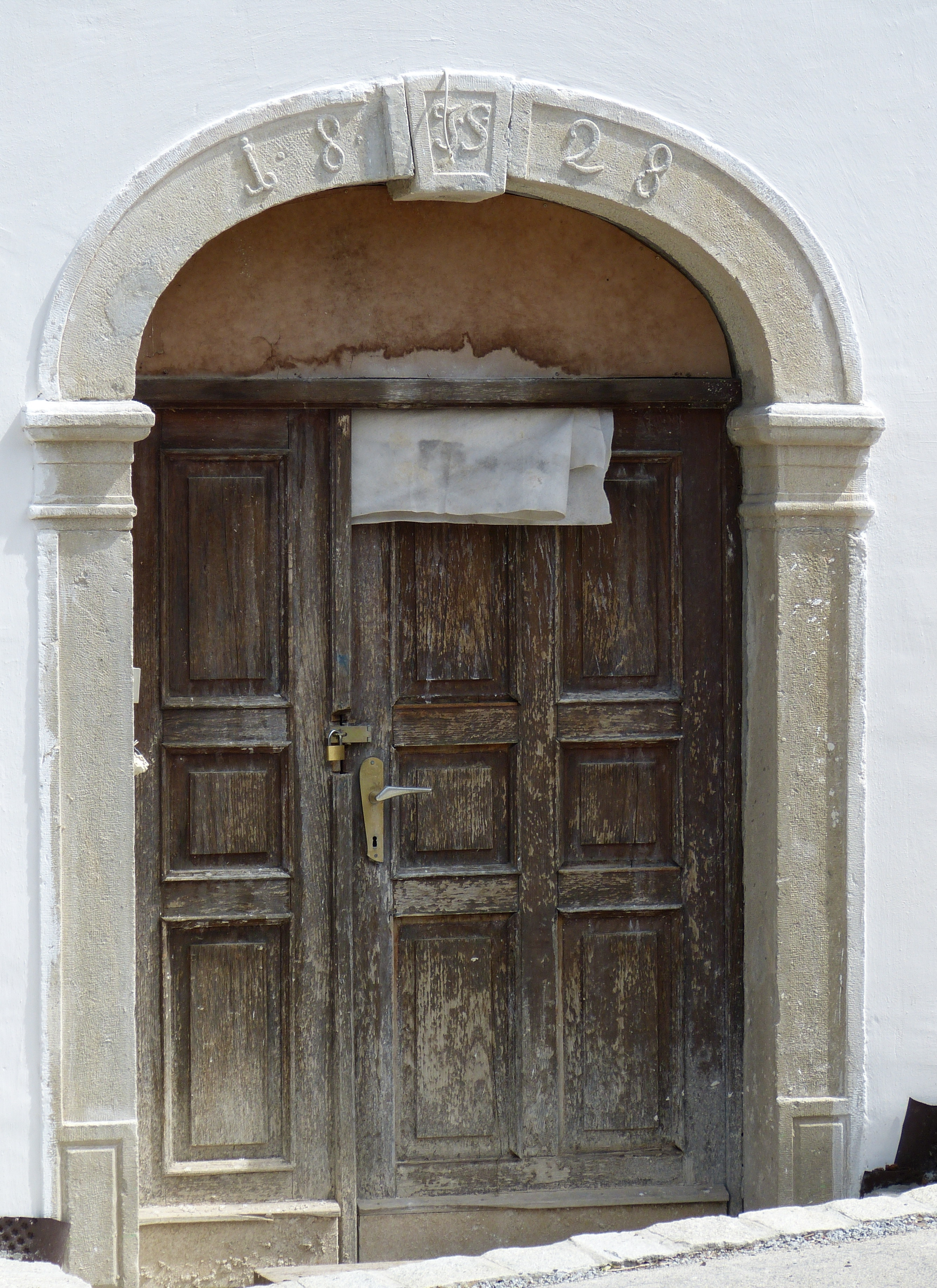
Schloss Peilstein